# Pang Tong
Pour les articles homonymes, voir Pang (homonymie).
Dans ce nom chinois, le nom de famille, Pang, précède le nom personnel.
Pang Tong (178/179 - 7 juillet 213/214), également orthographié P’ang T’ong (chinois traditionnel : 龐統, simplifié : 庞统, pinyin : Páng Tǒng), était un conseiller militaire de la fin de la dynastie des Han orientaux, au service de Liu Bei le futur empereur du royaume de Shu.
Son prénom social était Shiyuan (士元) mais il est surtout connu sous son surnom taoïste de Fengchu, le « Jeune Phœnix » (鳯雛).
Le personnage de Pang Tong a été fortement idéalisé dans le roman populaire Histoire des Trois Royaumes où il est dépeint comme un tacticien hors pair, au talent comparable à celui de Zhuge Liang.
Il a étudié avec Xu Shu et Zhuge Liang. Leur professeur était Sima Hui.
Pang Tong est connu au Japon sous le nom de Hōtō Shigen et en Corée sous celui de Bangtong Saweon.

## Biographie[1]

### Enfance
Pang Tong naît vers 178 à Xiangyang. Dans son enfance, en l'absence de tuteur, il apparaît peu perspicace et simplet, et seul son oncle Pang Degong soupçonne du talent chez lui.
Un jour, il fait la connaissance de Sima Hui – un célèbre taoïste de l'époque connu plus tard sous le surnom de « Reflet de l'Eau » – alors que ce dernier cueillait des fruits du haut d'un mûrier. Pang Tong et Sima Hui commencent une discussion qui dure du petit matin jusqu'à la tombée de la nuit et qui convainc Sima Hui qu'il existe un véritable talent chez Pang Tong. Sima Hui décide de prendre l'éducation de Pang Tong en charge et, petit à petit, celui-ci se fait un nom dans la région. Selon les Annales de Xiangyang, Pang Tong reçoit de son oncle le surnom de « Jeune Phœnix » et fréquente Zhuge Liang, qui était également un élève de Sima Hui. Son cousin, Pang Shanmin, épousera la sœur aînée de Zhuge Liang.

### Au service du Wu
Pang Tong reçoit plus tard le titre de « mandarin accompli » (功曹, gōng cáo) sous les ordres de Zhou Yu et se fait une réputation de personne attentive envers le peuple et les aînés.
En 210, Zhou Yu meurt et Pang Tong est dépêché pour assister aux funérailles. Il fait la rencontre de Lu Ji, Gu Shao et Quan Cong avec lesquels il repart vers l'ouest. Pang Tong aurait dit : « Maître Lu est tel le vieux cheval à qui il reste assez de force pour fuir et Maître Gu est tel le vieux bœuf capable de porter des charges sur de longues distances. » Quan Cong lui aurait répondu : « Votre penchant pour l'admiration de la réputation est comparable à Fan Zizhao de Runan : bien que l'intelligence vous manque, vous êtes parfaitement adapté pour notre époque. » Lu Ji et Gu Shao auraient ensuite dit à Pang Tong : « Si la paix devait s'installer dans l'Empire, nous devrions tous nous réunir à nouveau entre lettrés. » Pang Tong approuva.
Les Chroniques du Wu de Zhang Bo narrent différemment l'anecdote. Quelqu'un aurait demandé à Pang Tong : « Maître Lu est-il compétent ? » et celui-ci aurait répondu : « Bien que le vieux cheval ait de l'énergie, il ne peut servir qu'une seule personne. Bien que le vieux bœuf puisse parcourir trois cents li en une journée (environ 150 km), il ne peut porter les charges que d'une personne. » En l'entendant dire ces mots, Gu Shao lui aurait demandé : « Vous semblez bien connaître les gens. Puis-je vous demander comment je me situe par rapport à vous ? » et Pang Tong aurait répondu : « Pour ce qui est de la culture mondaine ou d'évaluer les gens, je ne suis pas à votre niveau. Pour ce qui est de deviser des tactiques des rois et des empereurs et deviner leurs secrets, j'ai une journée d'avance sur vous. » Gu Shao fut satisfait de la réponse.

### Au service de Liu Bei
N'ayant pas réussi à obtenir un poste de mandarin, Pang Tong rejoint Liu Bei lorsque celui-ci prend possession de la province de Jing. Liu Bei lui offre un poste d'assistant dans le district de Leiyang. Cependant, Pang Tong se montre peu doué pour la gestion du district et Liu Bei finit par le renvoyer de son poste.
Lu Su, qui succède à Zhou Yu, écrit à Liu Bei une lettre de recommandation :
« Pang Shiyuan (Pang Tong) n'est pas un talent que l'on peut confiner à un simple territoire de cent li (environ 50 km). Il pourrait faire un excellent dirigeant ou administrateur. »
Zhuge Liang recommande également Pang Tong à Liu Bei. Selon les Annales externes du Yangzhi, Liu Bei aurait convié Pang Tong à un banquet et lui aurait demandé : « Vous avez triomphé de Cao Cao avec Zhou Gongjin (Zhou Yu). Lorsque je suis arrivé seul au Wu, j'ai ouï dire que ce dernier avait secrètement donné à Zhongmou (Sun Quan) l'ordre de tenter de me retenir sur place. Est-ce vrai ? Maintenant que me voilà votre suzerain, vous n'avez pas à garder le secret à ce sujet. » Pang Tong aurait répondu : « C'est vrai. » Liu Bei aurait soupiré et dit : « À l'époque, seul et pressé par la situation, je n'avais d'autre choix que de partir. Dire que j'ai failli tomber dans les mains de Zhou Yu ! Les sages de l'Empire partagent la même sagesse et les mêmes ruses : Kongming (Zhuge Liang) m'avait mis en garde contre le danger de partir seul, et moi je croyais que Zhongmou avait besoin de mon aide pour protéger le nord et je ne soupçonnais nulle malice. Ma sincérité se montre dangereuse et je ne devrai pas recourir à un tel plan à l'avenir. »
Liu Bei décide de nommer Pang Tong « général chargé des nobles de la maisonnée maîtres de l'armée » (軍師中郎將, jūn shī zhōng láng jiāng), le même poste que Zhuge Liang. Pang Tong partage avec ce dernier les responsabilités administratives et stratégiques de l'armée.

### Conquête du Shu
En 211, Cao Cao se préparer à attaquer Hanzhong, une ville tampon entre le Shu (également appelée province de Yi, correspondant aujourd'hui au Sichuan) et le Wei d'importance stratégique dirigée alors par le protecteur impérial de la province de Yi, Liu Zhang. Zhang Song, un officier de Liu Zhang, lui recommande d'inviter Liu Bei dans sa province pour que celui-ci lui prête assistance. Liu Zhang accepte, et malgré l'opposition de plusieurs de ces généraux, dépêche Fa Zheng avec une escorte de quatre mille soldats auprès de Liu Bei. Fa Zheng décide de profiter de cette occasion pour abandonner Liu Zhang et se rattacher au service de Liu Bei. Il propose donc à Liu Bei de renverser Liu Zhang pour prendre possession du Yi. Liu Bei demande conseil à Pang Tong. Selon les Annales des neuf provinces, Pang Tong lui conseille de profiter de cette opportunité : « À cause de la guerre, le Jing est devenu incultivable et ses habitants sont à bout. À l'est se tient le Wu dirigé par les Sun, au nord se tient le clan Cao. Y fonder le troisième pied du trépied sera difficile. En revanche, le Yi est prospère et ses habitants, durs à la tâche, atteignent le million. Nous pouvons certainement faire bon usage de leur armée et il est inutile de s'inquiéter de devoir y importer des produits. D'une position aussi avantageuse, nous pourrons accomplir de grandes choses. » Liu Bei aurait répondu : « Cao Cao et moi sommes comme l'eau et le feu. Cao est impatient, je suis calme. Cao est cruel, je suis généreux. Cao est sournois, je suis honnête. En toutes choses, je suis l'opposé de Cao et notre entreprise pourrait réussir. Mais si en me contentant d'un avantage minime je perds la confiance de l'Empire, je préférerais m'en abstenir. » Mais Pang Tong insista : « Il faut savoir se plier aux exigences du moment. En prenant le Yi, vous unirez les faibles pour attaquerez les mauvais. En outre, ce dont on prend possession par la rébellion peut être conservé par l'obéissance, ce n'est que justice. Une fois l'affaire fixée, nous aurons enfin instauré un pouvoir dominant. En quoi est-ce trahir la confiance de l'Empire ? Si nous ne prenons pas le Yi maintenant, quelqu'un d'autre tirera profit de la situation. » Liu Bei accepta la proposition de Pang Tong.
Pang Tong part avec Liu Bei à la conquête du Shu, tandis que Zhuge Liang reste à garder la province de Jing. Sur les rives de la rivière Fu, Liu Bei fait la rencontre de Liu Zhang. Pang Tong est de l'avis de tendre un piège à Liu Zhang : « Profitions de cette rencontre pour le capturer. Nous pouvons prendre possession du Yi sans même utiliser un seul soldat. » mais Liu Bei s'oppose à ce plan : « Nous venons à peine d'arriver dans son pays et il m'a pas encore manifesté ses intentions. Nous ne pouvons agir de la sorte. » Liu Zhang repart pour Chengdu et Liu Bei décide de faire mine de l'assister dans sa lutte contre Cao Cao.
Pang Tong propose alors à Liu Bei trois tactiques :
- attaquer Chengdu par surprise et prendre possession de la province en comptant sur le manque de réactivité de Liu Zhang (« Nous pourrions envoyer nos meilleurs soldats pour faire une attaque surprise sur Chengdu. Liu Zhang n'est pas un homme de terrain, et se soumettra certainement devant une si grande armée. Ceci est la meilleure tactique. ») ;
- éliminer Yang Huai et Gao Pei, deux généraux de Liu Zhang qui se sont montrés les moins favorables à la présence de Liu Bei dans le Yi. Ce faisant, Liu Bei éliminerait le cœur de l'opposition et pourrait ensuite attaquer Chengdu (« Les armées de Yang Huai et Gao Pei, les deux meilleurs généraux de Liu Zhang, gardent le col (de Baishui). J'ai entendu dire que ces deux généraux écrivent sans cesse des lettres à Liu Zhang demandant de vous renvoyer dans le Jing. Si vous leur faites croire que le Jing est en danger et que vous devez y retourner, heureux de votre départ, ils ne manqueront pas de venir à votre rencontre pour vous escorter jusqu'à la frontière. Vous pourrez alors les capturer et attaquer Chengdu. Ceci est mon second plan. ») ;
- se retirer un moment pour renforcer ses troupes avec les soldats restés au Jing, puis revenir pour conquérir le Yi (« Enfin, vous pouvez rentrer à Baidi pour vous renforcer avec les troupes du Jing et revenir pour attaquer le Yi. Ceci est la pire des tactiques. Il faut vous décider vite, nous ne pouvons pas demeurer ici plus longtemps. »)

Liu Bei se décida pour le second plan de Pang Tong et captura et exécuta Yang Huai et Gao Pei avant de se tourner vers Chengdu. Cependant, lors d'un rassemblement sur les rives du Fu, Liu Bei, ivre, se dispute avec Pang Tong : Liu Bei dit à Pang Tong : « Les festivités d'aujourd'hui sont bien joyeuses. » mais Pang Tong reproche à Liu Bei son comportement : « Attaquer le pays de quelqu'un et annoncer qu'on est joyeux n'est pas digne d'un homme vertueux. » Liu Bei, soûl, prend la mouche : « Lorsque le roi Wu attaqua Zhou, il fêta sa victoire par le chant et la danse. Il n'était donc pas vertueux ? Vos paroles ne sont pas convenables. Veuillez partir sur le champ. » Pang Tong, sans un mot, se lève et part. Liu Bei regrette plus tard ses paroles et convie Pang Tong à un repas. Celui-ci s'y rend et mange et boit comme si rien ne s'était passé. Liu Bei lui demande : « Concernant notre dernière discussion, qui était en tort ? » Pang Tong répond : « À la fois le seigneur et le ministre étaient dans l'erreur. » Liu Bei rit aux éclat et continue de prendre joyeusement son repas.

### La fin du Jeune Phœnix
Liu Bei, dans sa conquête du Yi, assiège le district de Luo tenu par Liu Zhang. Alors que Pang Tong dirige ses troupes dans un assaut, il est tué d'une flèche errante à l'âge de trente-six ans. Selon les chroniques historiques, Liu Bei le regrette et le pleure abondamment. Zhuge Liang se rend sur place lors des funérailles pour présenter ses respects et diriger le sacrifice.
Plus tard, Pang Tong est anobli à titre posthume et reçoit le titre de marquis de Guannei (關內侯, guān nèi hóu) puis en septembre 260, reçoit le titre de marquis de Zhuangmou (壯繆侯, zhuàng móu hóu).
Le fils de Pang Tong, Pang Hong, deviendra gouverneur de Fu. En revanche, le frère de Pang Tong, Pang Lin, se soumettra à Cao Pi dont il recevra un titre de marquis, ainsi que le protectorat de Julu.

## Pang Tong dans l’Histoire des Trois Royaumes
Le roman épique Histoire des Trois Royaumes a fortement contribué à idéaliser Pang Tong dans la culture populaire chinoise. Il y est dépeint comme un ingénieux stratège et un opportuniste roublard, dont la laideur l’empêche parfois de trouver un employeur.

### La prédiction de Sima Hui
Il est fait mention de Pang Tong la première fois lorsque Liu Bei, en fuite, croise par hasard le taoïste Sima Hui. Ce dernier lui recommande deux conseillers militaires en ces termes : « Le “Dragon Tapi” (Zhuge Liang) et le “Jeune Phœnix” (Pang Tong). Attachez-vous les services de l’un d’entre eux et vous pourrez ramener la paix dans l’Empire. »

### Bataille de la Falaise Rouge
Pang Tong apparaît en personne peu avant la bataille de la Falaise Rouge, sous les ordres de Zhou Yu, le stratège du Wu. Cao Cao, dont la supériorité numérique est écrasante, est sur le point d’envahir le Wu et Pang Tong propose à Lu Su et Zhou Yu une stratégie consistant à bouter le feu aux navires de Cao Cao. Zhou Yu dans un premier temps ne voit pas comment exécuter ce plan, puis trouve la réponse avec l’arrivée de Jiang Gan, qui vient essayer de convaincre Zhou Yu de rejoindre Cao Cao. Zhou Yu accueille très mal Jiang Gan pour le mettre mal à l’aise, et s’arrange pour que celui-ci se retrouve seul avec Pang Tong. Pang Tong, sur les instructions de Zhou Yu, fait mine de se trouver malheureux sous les ordres de Zhou Yu, trop jaloux de son talent pour chercher à l’exploiter. La réputation de Pang Tong étant établie, Jiang Gan tente de le convaincre de rejoindre Cao Cao, et Pang Tong fait semblant d’accepter.
Pang Tong fait la rencontre de Cao Cao, et parvient à force de flatteries à gagner sa confiance. Les troupes de Cao Cao, peu habituées au climat de la région, ni au combat naval souffrent de maladie, et Pang Tong convainc Cao Cao d’enchaîner ses navires les uns aux autres afin de limiter le roulis qui cause le mal de mer. Les navires maintenant attachés sont particulièrement vulnérables au feu, rendant idéales les conditions pour exécuter la stratégie de Pang Tong.
Pang Tong fait ensuite croire à Cao Cao qu'il existe d'autres personnes désirant quitter Zhou Yu et se propose d'aller les chercher. Ne soupçonnant rien, Cao Cao laisse Pang Tong partir. Seul Xu Shu, un ancien compagnon de Pang Tong, comprend la supercherie de celui-ci. Xu Shu ne sert Cao Cao qu'avec la plus grande réticence, car ce dernier retient sa mère en otage. Il propose donc à Pang Tong un marché : si celui-ci trouve un moyen pour qu'il puisse fuir le champ de bataille en toute sécurité, il ne soufflera pas mot du plan à Cao Cao. Pang Tong convainc Xu Shu de répandre la rumeur que Han Sui et Ma Teng préparent une attaque contre Cao Cao à Xiliang. Conformément aux prévisions de Pang Tong, Cao Cao envoie Xu Shu en compagnie de Zang Ba pour enquêter sur ces rumeurs. Grâce à la stratégie de Pang Tong, Cao Cao connaît une défaite colossale.

### Pang Tong rejoint Liu Bei
Pang Tong apparaît ensuite aux funérailles de Zhou Yu. Zhou Yu, poussé à bout par Zhuge Liang qui lui cause trois grandes colères, finit par mourir de ses vieilles blessures et d'épuisement. Zhuge Liang tourne la mort de Zhou Yu à son avantage et se présente aux funérailles en pleurs, faisant un éloge funèbre d'une telle éloquence que tout le Wu se persuade que le chagrin de Zhuge Liang est réel et que Zhou Yu et lui devaient être de grands amis. Seul Pang Tong comprend l'insulte que fait Zhuge Liang au Wu et le lui fait comprendre en aparté. Zhuge Liang lui propose de venir rejoindre Liu Bei, prévoyant que Sun Quan se refuserait à l'employer, et lui donne une lettre de recommandation.
Sun Quan pense nommer Lu Su pour remplacer le défunt Zhou Yu, conformément aux dernières volontés de celui-ci, mais Lu Su refuse, et propose Pang Tong. Sun Quan accepte de rencontrer Pang Tong malgré son apparence qui lui cause une vive antipathie (Pang Tong est décrit comme ayant les sourcils épais, le nez retroussé, la barbe irrégulière et courte, et l'allure générale assez excentrique). Il lui demande de se situer par rapport à Zhou Yu et Pang Tong répond : « Mes capacités ne sont absolument pas au même niveau que Zhou Gongjin (Zhou Yu), mais bien supérieures. » Sun Quan admirait grandement Zhou Yu et les paroles de Pang Tong le mettent en colère. Conformément aux prévisions de Zhuge Liang, il lui refuse le poste et nomme Lu Su à sa place. Ce dernier offre à Pang Tong une lettre de recommandation pour Liu Bei.
Lorsque Pang Tong se présente devant Liu Bei, Zhuge Liang est absent et ne peut glisser à Liu Bei de mot en sa faveur. Pang Tong ne donne pas à Liu Bei les lettres de recommandations qu'il a reçues de Zhuge Liang et de Lu Su, et déçoit Liu Bei par son manque de manières qui se contente de lui donner la charge du petit district de Leiyang.
À Leiyang, Pang Tong trouve son nouvel office ennuyeux et passe ses journées à boire plutôt que de gérer le district. En l'apprenant, Liu Bei envoie Zhang Fei et Sun Qian pour enquêter. En arrivant, un mandarin les informe que Pang Tong est sans cesse ivre, et que depuis cent jours qu'il est arrivé, ne s'est pas une fois mis au travail. Lorsque Pang Tong se présente enfin devant eux, il est soûl et hagard, si bien que Zhang Fei pense le tuer. Mais Pang Tong en une demi-journée résout toutes les affaires qui s'étaient accumulées depuis les cent derniers jours, puis nargue Zhang Fei : « Eh bien, où sont-elles les affaires pressantes maintenant ? Je puis disposer de Cao Cao et de Sun Quan aussi facilement que de ces peccadilles. Pourquoi devrais-je mettre le cœur à l'ouvrage dans ce petit district ? » Zhang Fei est impressionné par Pang Tong. C'est à ce moment que Pang Tong présente à Zhang Fei la lettre de recommandation que lui avait écrite Lu Su, et Zhang Fei, étonné, lui demande : « Messire, lorsque vous avez rendu visite à mon frère aîné (Liu Bei) la première fois, pourquoi ne lui avez-vous montré cette lettre ? » et Pang Tong répond : « Je la lui aurai bien montrée, mais pourquoi aurais-je utilisé cette lettre pour justifier une simple visite ? »
Zhang Fei et Sun Qian retournent voir Liu Bei, lui révèlent toute l'affaire et lui montrent la lettre d'introduction de Lu Su qui disait : « Pang Shiyuan (Pang Tong) est un talent comme on n'en trouve pas à cent li (env. 50 km) à la ronde. Employez-le pour des postes où de grandes aptitudes sont requises et ses capacités devraient d'emblée se révéler à la hauteur. Ne le jugez pas sur son apparence ou vous risquez de perdre sa science et d'autres pourraient en tirer profit, ce qui serait vraiment dommage. » C'est alors que revient Zhuge Liang qui s'enquiert du devenir de Pang Tong. Liu Bei lui explique la situation et Zhuge Liang rit aux éclats en disant : « Shiyuan est un talent comme on n'en trouve pas à cent li à la ronde et son savoir et ses compétences valent dix fois les miennes ! » et ajoute : « Lorsqu'une personne aux aptitudes comme les siennes reçoit un poste dérisoire, il est courant qu'elle se plonge dans l'alcool et la paresse par manque d'intérêt pour son office. » Liu Bei rappelle Pang Tong à lui et lui présente ses excuses. C'est là que Pang Tong lui présente la lettre de recommandation de Zhuge Liang disant : « Lorsque viendra à vous le Jeune Phœnix, offrez lui un poste important. » Liu Bei se souvient des paroles de Sima Hui et se réjouit d'avoir pu rallier à lui Zhuge Liang et Pang Tong, puis offre à Pang Tong la charge de général-en-chef.

### Conquête du Shu
Zhang Song, un soldat au service de Liu Zhang, le protecteur du Shu, vient rendre visite à Liu Bei afin de sonder ses intentions. Pang Tong comprend parfaitement que Zhang Song proposait en fait à Liu Bei ses services pour conquérir le Shu et tente de convaincre Liu Bei de sauter sur cette occasion, mais Liu Bei s’y refuse à plusieurs reprises, estimant un tel comportement contraire à la vertu.
Finalement Pang Tong lui fait ce discours : « Vos paroles, Monseigneur, sont en accord avec la vertu céleste, mais mal taillée pour les temps chaotiques actuels. Les soldats et les batailles ne sont pas la seule voie, et se tenir à la vertu revient à ne rien faire. Unir les faibles, attaquer les mauvais et protéger les innocents, tel était la voie des rois Tang et Wu. Si fois le Shu conquis vous instaurez la justice et créez un pays dominant, de quel péché vous rendriez-vous coupable ? Mais si vous n’agissez pas maintenant, un autre saura profiter de l’occasion. Veuillez bien considérer ceci. » Liu Bei finit par suivre les conseils de Pang Tong et répondit : « Voilà des paroles en or que je grave en moi. » Liu Bei part pour le Shu avec Pang Tong.
Pang Tong reçoit le contrôle de toute l'armée. Liu Zhang, croyant que Liu Bei venait à son aide, va à sa rencontre. Fa Zheng, un ami de Zhang Song, offre de la part de ce dernier une lettre à Pang Tong recommandant à Liu Bei d'assassiner Liu Zhang. Pang Tong trouve le plan trop hâtif et n'en prévient pas Liu Bei. Liu Bei et Liu Zhang se rencontrent à Fucheng. Pang Tong demande ensuite à Liu Bei ce qu'il pense de Liu Zhang. « Il paraît fort honnête. » Pang Tong lui expose alors le plan de Zhang Song pour assassiner Liu Zhang, mais Liu Bei se refuse à recourir à ce genre de stratagème pour tuer un membre de son propre clan. Zhang Fa, qui avait entendu la conversation, tente lui aussi de le convaincre.